# Валентин Кастельянос
Валентин Маріано Хосе «Таті» Кастельянос Хіменес (ісп. Valentín Mariano José Castellanos Giménez; 3 жовтня 1998, Мендоса, Мендоса, Аргентина) — аргентинський професійний футболіст, нападник італійського «Лаціо».

## Ігрова кар'єра
Кастельянос розпочав футбольну кар'єру в чилійському гранді «Універсідад де Чилі». Його професійний дебют відбувся 5 квітня 2017 року в матчі Південноамериканського кубка проти бразильського «Корінтіансу».
Влітку 2017 року клуб другого дивізіону чемпіонату Уругваю «Торке» орендував Кастельяноса на півтора роки з можливістю викупу. У першому ж матчі за «селесте» футболіст забив гол, а 1 вересня 2017 року взяв участь у розгромі «Депортіво Мальдонадо» з рахунком 4:0. У складі клубу в сезоні 2017 року здобув перемогу у другому дивізіоні та вийшов у вищий дивізіон Уругваю. Влітку 2018 року «Торке» викупив Кастельяноса в «Універсідаді де Чилі».
27 липня 2018 року Кастельяноса орендував клуб MLS «Нью-Йорк Сіті» до кінця сезону 2018 року з опцією викупу. Забив гол у дебютному матчі у складі нью-йоркського клубу, в зустрічі проти «Ванкувер Вайткепс» 4 серпня. Після закінчення сезону 2018 року «Нью-Йорк Сіті» активував опцію викупу Кастельяноса з «Торке».
У лютому 2020 року Кастельянос отримав зелену карту і в MLS перестав вважатися іноземним гравцем. У восьми матчах жовтня та листопада 2020 року забив шість голів і віддав три гольові передачі, у тому числі три голи та одну гольову передачу в дербі проти «Нью-Йорк Ред Буллз» 1 листопада, за що був названий гравцем місяця в MLS.
13 травня 2021 року Кастельянос підписав з «Нью-Йорк Сіті» новий п'ятирічний контракт, до кінця сезону 2025 року. У серпні 2021 року забив чотири м'ячі і віддав дві результативні передачі, і вдруге отримав звання гравця місяця в MLS. Забивши шість голів і віддавши одну гольову передачу в чотирьох останніх матчах регулярного чемпіонату, був названий гравцем місяця в MLS за жовтень — листопад 2021 року. За підсумками сезону 2021 року Кастельянос виграв «золоту бутсу» найкращого бомбардира MLS з 19-ма голами, випередивши Олу Камара, який забив стільки ж, за додатковим показником, гольовим передачам — вісім проти п'яти, і був включений до символічної збірної MLS.
17 квітня 2022 року в матчі проти « Реал Солт-Лейк» оформив покер, за що був названий гравцем тижня в MLS. Був відібраний на Матч усіх зірок MLS 2022 року, але через від'їзд до Європи не зіграв у цьому шоу-матчі.
25 липня 2022 року Кастельянос був орендований клубом іспанської Ла Ліги «Жирона» до кінця сезону 2022/2023. Дебютував за «Жирону» 14 серпня в матчі стартового туру сезону проти «Валенсії». 22 серпня у матчі проти «Хетафе» забив свій перший гол за «Жирону».
25 квітня 2023 року в 31-му турі чемпіонату Іспанії забив покер у ворота мадридського «Реала», ставши першим за 75 років футболістом, який забив більше трьох м'ячів у ворота «Реала» у матчі чемпіонату Іспанії.
21 липня 2023 року за 15 мільйонів євро перейшов до італійського «Лаціо».

## Виступи за збірну
У складі олімпійської збірної Аргентини Кастельянос став переможцем Передолімпійського турніру КОНМЕБОЛ 2020 року.

## Статистика виступів
| Клуб                           | Сезон             | Ліга              | Ліга | Ліга | Національні кубки | Національні кубки | Кубки Ліги | Кубки Ліги | Континентальні | Континентальні | Разом | Разом |
| Клуб                           | Сезон             | Дивізіон          | Ігри | Голи | Ігри              | Голи              | Ігри       | Голи       | Додатки        | Голи           | Ігри  | Голи  |
| ------------------------------ | ----------------- | ----------------- | ---- | ---- | ----------------- | ----------------- | ---------- | ---------- | -------------- | -------------- | ----- | ----- |
| Універсідад де Чилі            | 2017              | Прімера Дивізіон  | 0    | 0    | 0                 | 0                 | —          | —          | 1              | 0              | 1     | 0     |
| Монтевідео Сіті Торке (оренда) | 2017              | Сегунда Дивізіон  | 11   | 2    | 0                 | 0                 | 0          | 0          | —              | —              | 11    | 2     |
| Монтевідео Сіті Торке (оренда) | 2018              | Прімера Дивізіон  | 12   | 2    | 0                 | 0                 | 7          | 1          | —              | —              | 19    | 3     |
| Монтевідео Сіті Торке (оренда) | Разом             | Разом             | 23   | 4    | 0                 | 0                 | 7          | 1          | 0              | 0              | 30    | 5     |
| Нью-Йорк Сіті (оренда)         | 2018              | MLS               | 8    | 1    | 0                 | 0                 | 2          | 0          | —              | —              | 10    | 1     |
| Нью-Йорк Сіті                  | 2019              | MLS               | 30   | 11   | 3                 | 0                 | 1          | 0          | –              | –              | 34    | 11    |
| Нью-Йорк Сіті                  | 2020              | MLS               | 22   | 6    | –                 | –                 | 3          | 1          | 4              | 0              | 29    | 7     |
| Нью-Йорк Сіті                  | 2021              | MLS               | 32   | 19   | —                 | —                 | 3          | 3          | 1              | 1              | 36    | 23    |
| Нью-Йорк Сіті                  | 2022              | MLS               | 17   | 13   | 2                 | 0                 | —          | —          | 6              | 4              | 25    | 17    |
| Нью-Йорк Сіті                  | Разом             | Разом             | 109  | 50   | 5                 | 0                 | 9          | 4          | 11             | 5              | 134   | 59    |
| Жирона (оренда)                | 2022–2023         | Ла-Ліга           | 29   | 11   | 2                 | 1                 | —          | —          | —              | —              | 31    | 12    |
| Всього за кар'єру              | Всього за кар'єру | Всього за кар'єру | 161  | 65   | 7                 | 1                 | 15         | 5          | 12             | 5              | 196   | 76    |

1. ↑  включно з відкритим кубком США та кубком Іспанії
2. ↑  Включає з Torneo Intermedi та плей-оф Кубка MLS
3. ↑  участь у Південноамериканському кубку
4. ↑  Дві гри та один гол у MLS на стадії плей-оф турніру, один виступ у Кубку MLS
5. 1 2  Участь у Лізі чемпіонів КОНКАКАФ
6. ↑  Виступ у Кубку ліги

## Досягнення

### Клубні
«Торке»
- Переможець другого дивізіону чемпіонату Уругваю : 2017

«Нью-Йорк Сіті»
- Чемпіон MLS (володар Кубку MLS): 2021

Олімпійська збірна Аргентини
- Переможець Передолімпійського турніру КОНМЕБОЛ: 2020

### Особисті
- Найкращий бомбардир MLS : 2021 (19 голів)
- Член символічної збірної MLS : 2021
- Гравець місяця в MLS: жовтень / листопад 2020, серпень 2021, жовтень / листопад 2021